# 瓦卡河
4°59′32″N 19°55′52″E / 4.99222°N 19.93111°E
瓦卡河（法語：Ouaka），是中非共和國的河流，位於該國南部瓦卡省，屬於烏班吉河的支流，河道全長550公里，發源自與上科托省接壤的邊界，流經班巴里。